# Variedade fechada
Em matemática, uma variedade fechada é um tipo de espaço topológico, ou seja, uma variedade compacta sem borda.

A distância ao eixo de revolução diminui, o toro anel torna-se um toro fuso e, em seguida, se degenere em uma esfera.

 Em contextos onde não há limite é possível, qualquer variedade compacta é uma variedade fechada.
O exemplo mais simples é um círculo, que é uma variedade unidimensional compacta. Como um contra-exemplo, a linha real não é uma variedade fechada, porque não é compacta. Como um outro contra-exemplo, um disco é uma variedade bidimensional compacta, mas não é uma variedade fechada porque tem um limite.
A noção de variedade fechada não deve ser confundida com um conjunto fechado. Um disco com seus limites é um conjunto fechado, mas não uma variedade fechada. Quando as pessoas falam de um universo fechado, eles estão quase certamente referindo-se a uma variedade fechada, não um conjunto fechado.
Variedades compactos são, num sentido intuitivo, finito. Pelas propriedades básicas de compactação, uma variedade fechada é a união disjunta de um número finito de variedades fechadas conectadas. Um dos objetivos mais básicos da topologia geométrica é entender o que o fornecimento de possíveis variedades fechado é.
Outros exemplos de variedades fechadas são o toro  e a garrafa de Klein  .
Todas as variedades topológicas compactas podem ser incorporados à {\displaystyle \mathbf {R} ^{n}} por algum n pelo teorema de incorporação de Hassler Whitney.